# Adolf Held
Adolf Held, född 10 maj 1844 i Würzburg, död 25 augusti 1880 genom drunkning i Thunsjön, var en tysk nationalekonom.
Held blev 1868 extra ordinarie och 1872 ordinarie professor i statsvetenskap vid universitetet i Bonn och 1880 i Berlin, var en av stiftarna och en verksam medlem av Verein für Socialpolitik (1872) och tillhörde den katedersocialistiska riktningen, men dess högra flygel. Av hans i bokform utgivna arbeten kan nämnas Sozialismus, Sozialdemokratie und Sozialpolitik (1878), i vilken han framlägger katedersocialisternas principer och politik, samt det ofullbordade Zwei Bücher zur sozialen Geschichte Englands (1881). I detta arbete lämnade han bland annat en del bidrag till brittisk industrihistoria och anses i hög grad han inspirerat till fortsatta studier i detta ämne inom Storbritannien.